# Frederick Tillis
Frederick Charles Tillis (Galveston (Texas), 5 januari 1930 – Amherst (Massachusetts), 4 mei 2020) was een Amerikaans componist, etnomusicoloog, jazz-saxofonist en dichter.

## Levensloop
Tillis studeerde aan het Wiley College in Marshall (Texas), waar hij in 1949 zijn Bachelor of Music behaalde  en aansluitend aan de Universiteit van Iowa in Iowa City. Daar behaalde hij de Master of Musical Art (1952) en promoveerde tot Ph.D. (1963) in compositie. Zijn leraren waren onder andere William Grant Still en R. Nathaniel Dett. Hij was achtereenvolgens docent aan de Staatsuniversiteit van Kentucky in Frankfort, het Grambling College in Grambling (Louisiana) en aan het Wiley College. Aansluitend werd hij professor voor compositie en etnomusicoloog, bijzonder voor de geschiedenis en ontwikkeling van de Afro-Amerikaanse muziek aan de Universiteit van Massachusetts (UMass) in Amherst van 1976 tot 1999. 
Tot hoge leeftijd was hij professor-emeritus van de afdeling Music and Dance, alsook directeur-emeritus van de University Fine Arts Center en verder directeur van de afdeling jazz en improvisatie aan de Universiteit van Massachusetts (UMass) in Amherst.
Verder was hij gast-docent aan de Universiteit van Fort Hare (UFH) in Zuid-Afrika en Master Artist in residence aan de Akiyoshidai International Art Village in Yamaguchi, Japan. Eveneens dirigeerde hij jaarlijks een 3 week langdurend cursus aan de United States Information Agency aan de Chulalongkorn-universiteit in Bangkok, Thailand.
Als jazzsaxofonist maakte hij deel uit van het Tillis-Holmes Jazz Duo en het Tradewinds Jazz Ensemble en was daarmee op tournee in de Verenigde Staten, Australië, Oostenrijk, België, China, Verenigd Koninkrijk, Frankrijk, Duitsland, Griekenland, Italië, Japan, Luxemburg, Mexico, Nederland, Nieuw-Zeeland, Polen, de voormalige Sovjet-Unie, Turkije en Zwitserland.
Hij heeft ook 9 boeken met gedichten gepubliceerd: In the Spirit and the Flesh, Images of Mind and Heart, In Celebration, Of Moons, Moods, Myths, and the Muse, Harlem Echoes, Children's Corner: From A to Z, Seasons, Symbols, and Stones, Akiyoshidai Diary en Scattered Ghosts and Southern Winds.
Als componist schreef hij meer dan 125 composities in die de stijlen van jazz tot klassieke Europese tradities rijken. Hij schreef voor orkest, harmonieorkest, jazz, instrumentale en vocale muziek en kamermuziek. In zijn melodische en harmonische taal werden elementen van verschillende landen en regio's uit de wereld gereflecteerd, Aziatische alsook Westelijke culturen. Voor zijn werken kreeg hij talrijke prijzen en onderscheidingen, bijvoorbeeld in 1997 de Commonwealth Award van de Massachusetts Cultural Council.
Tillis werd 90 jaar oud. Hij viel van de trap. Op 8 mei werd hij begraven in  Wildwood Cemetery in Winchester.

## Composities

### Werken voor orkest
- 1963 Designs for Orchestra No. 1 and 2
- 1974 Ring Shout Concerto, voor een slagwerker en orkest
- 1975 Niger Symphony, voor kamerorkest
- 1978 Three Symphonic Spirituals, voor orkest
- 1979 rev.1982 Concerto, voor piano, Jazz-trio en orkest
- 1980 Concerto for Trio Pro Viva, voor fluit, cello, piano en kamerorkest
- 1982 Spiritual Fantasy No. 6, voor trompet en kamerorkest
- 1983 Concerto, voor piano, Jazz Trio en orkest
- 1990 Spiritual Fantasy No. 15, twee stukken voor orkest
  1. Swing Low, Sweet Chariot
  2. Blues Fantasy on Chantex Les Bas by William Christopher Handy
- 1992 A Festival Journey, voor solo jazz-slagwerker en orkest
- 1996 Poem for Orchestra No. 1 (Bachs Offerings & Sinner Please)
- 1996 Poem for Orchestra No. 2 (Meditations on Blake, Dunbar, and Tagore)
- 1996 Poem for Orchestra No. 3 (Shades of East and West)
- 1996 Poem for Orchestra No. 4 (passages)

### Werken voor harmonieorkest
- 1961 Overture to a Dance
- 1966 Celebration - Grand March
- 1974 Pastorale, voor harmonieorkest

### Muziektheater

#### Balletten
- 1976 Secrets of the African Baobob Tree - variations for modern dance/ballet, voor Jazz-orkest

### Werken voor koren
- 1966 Hallelujah, voor mannenkoor - tekst: van de componist
- 1968 Freedom - in memoriam  Dr. Martin Luther King, Jr., voor gemengd koor - tekst: van de componist
- 1969 Alleulia, voor gemengd koor en piano
- 1972-1973 Seasons, voor vrouwenkoor - tekst: Floyd Barbour
- 1976 Five Spirituals, voor gemengd koor en koper-ensemble - tekst: Gwendolyn Brooks
- 1985 In the Spirit and the Flesh, voor gemengd koor en orkest - tekst: Paul Laurence Dunbar
- 1987 Spiritual Fantasy No. 9 "Sympathy", voor gemengd koor en koperkwintet  - tekst: Paul Laurence Dunbar
- 1988 Spiritual Fantasy No. 10 "We Wear the Mask", voor gemengd koor en piano
- 1995 Let Us Break Bread Together, voor gemengd koor
- 1998 Three Moods, voor kinderkoor en strijkorkest
- 1998 A Symphony of Songs, voor gemengd koor en orkest - tekst: Wallace Stevens
  1. Domination of Black
  2. Disillusionment of Ten O'Clock
  3. Another Weeping Woman
  4. The Snow Man

### Vocale muziek
- 1960 The End of All Flesh, voor bariton en piano - tekst: Psalmen uit de Bijbel
- 1960 Prayer in Faith, A Psalms, voor bariton en piano - tekst: Psalmen uit de Bijbel
- 1967-1968 Two Songs, voor sopraan en piano
- 1972 A Ballad of Remembrance, voor zangstem en piano - tekst: Robert Hayden
- 1978 Spiritual Cycle, voor sopraan en orkest - tekst: Robert Hayden

### Kamermuziek
- 1950 Passacaglia, voor koperkwintet
- 1952 Kwartet, voor fluit, klarinet, fagot en cello
- 1955 rev.1960 Concert Piece, voor klarinet en piano
- 1961 Militant Mood, voor kopersextet
- 1962 Koperkwintet
- 1962 Kwintet, voor vier blazers en slagwerk
- 1964 Motions, voor trombone en piano
- 1966 Music, voor alt-fluit, cello en piano
- 1967 Music for an Experimental Lab, Ensemble No. 1
- 1970 Music for an Experimental Lab, Ensemble No. 3
- 1980 Spiritual Fantasy No. 1, voor piccolo, trompet en piano
- 1980 Spiritual Fantasy No. 2, voor contrabas en piano
- 1982 Spiritual Fantasy No. 5, voor hoorn en piano
- 1984 Spiritual Fantasy No. 7, voor cello en piano
- 1986 Spiritual Fantasy No. 11 "Nobody Knows", voor dubbel-kwartet (strijkkwartet, trompet, tenorsaxofoon, drum set en contrabas)
- 1987 Spiritual Fantasy No. 8, voor viool, cello en piano
- 1988 Spiritual Fantasy No. 12, suite voor strijkkwartet
- 1988 Inauguration Overture, voor koperkwintet en pauken
- 1990 Spiritual Fantasy No. 14 and Blue-Green Rag, voor fluit, hobo en piano
- 1991 Spiritual Fantasy No. 16 "Death's Cold Icy Hands On Me", voor saxofoon en piano
- 1991 Kabuki Scenes, suite voor koper-ensemble en slagwerk
  1. Song for Sister Hokkaido
  2. Dance Fantasy on Toh Ryan Se
  3. Thunderstorms and Drifts of Blue Mist
- 1994 Spiritual Fantasy No. 17 "Were You There?  - Mary, Don't You Weep", voor saxofoon-kwartet
- 1999 Five Fantasies on Primary Colors, voor blazerskwintet
  1. Light Blue Prologue
  2. Shades of India
  3. Echoes of Africa
  4. Fantasy on To Ryab Se/Kogo No Tsuki
  5. Tinge of New World Rainbows
- 2001 Spiritual Fantasy No. 23. (Weary Traveler), voor blazerskwintet
- 2006 A Latin American Suite, voor strijkkwartet 
  1. A Latin Tinge—Lively, with a joyful and playful lilt
  2. Tango Sophistico—Elegantly and sophisticated flirtation
  3. La Mango—Mysterious with grace and calm passion
  4. Sombrero—With much energy, a vigorous Mexican hat dance

### Werken voor orgel
- 1962 Three Chorale Settings in Baroque Style
- 1962 Passacaglia in Baroque Style
- 2000  Spiritual Fantasy No. 20, (All is Well With My Soul)
- 2000 Spiritual Fantasy No. 21, (If I Can Help Somebody)
- 2000 Spiritual Fantasy No. 22, (Paramana Suttu Battu Padara)

### Werken voor piano
- 1964 Three Movements
- 1970 Five Poems
- 1981 Spiritual Fantasy No. 3, voor piano vierhandig
- 1981 Spiritual Fantasy No. 4

### Werken voor harp
- 1989 Spiritual Fantasy No. 13, voor harp